# Třída Esploratore
Třída Esploratore je třída pobřežních hlídkových lodí italského námořnictva. Všechny čtyři postavené jednotky jsou stále v aktivní službě.

## Stavba
Celkem byly v letech 1995–2005 postaveny čtyři jednotky této třídy. První tři jednotky postavila italská loděnice Istria (později Istria-CLEMNA) v Cadimare ve městě La Spezia, zbývající Staffetta postavila italská loděnice Siman ve městě La Spezia.
Jednotky třídy Cassiopea:
| Jméno               | Založení kýlu   | Spuštěna na vodu   | Uvedena do služby | Poznámka |
| ------------------- | --------------- | ------------------ | ----------------- | -------- |
| Esploratore (P 405) | 14. února 1995  | 4. listopadu 1996  | 14. července 1997 | aktivní  |
| Sentinella (P 406)  | 14. února 1995  | 13. listopadu 1997 | 10. července 1998 | aktivní  |
| Vedetta (P 407)     | 14. února 1995  | 11. ledna 1997     | 29. července 1999 | aktivní  |
| Staffetta (P 408)   | 24. května 1997 | 12. ledna 2001     | 6. července 2005  | aktivní  |

## Konstrukce
Plavidla jsou vybavena navigačním radarem SPS-753. Výzbroj tvoří jeden 20mm kanón Oerlikon a dva 7,62mm kulomety. Pohonný systém tvoří dva diesely Isotta-Fraschini M-1712-T2, každý o výkonu 1874 hp, pohánějící dva lodní šrouby. Nejvyšší rychlost lodí je 22 uzlů. Dosah je 1200 námořních mil při rychlosti 20 uzlů.